# Divišov
Divišov là một chợ huyện thuộc huyện Benešov, vùng Středočeský, Cộng hòa Séc, nằm gần sông Sázava và sông Blanice, 39 km về phía Đông Nam của Prague.